# 해남 대흥사 만일암지 오층석탑
해남 대흥사 만일암지 오층석탑(海南 大興寺 晩日庵址 五層石塔)은 전라남도 해남군 삼산면 구림리에 있는 고려시대의 오층석탑이다. 2004년 2월 13일 전라남도의 문화재자료 제246호로 지정되었다.

## 개요
두륜산 정상부인 가련봉 아래 만일암지에 조성된 석탑이다. 만일암지의 흔적을 말해주듯 주변에는 석등 부재 등 많은 석재들이 흩어져 있다.
석탑의 현 상태는 단층기단의 5층이나, 정확한 조사가 이루어지지 않아 단층기단이라 단정지을 수는 없다.

또한 1층 탑승을 보면 한번 해체되었음을 알 수 있다. 상목부(탑의 꼭대기 부분)는 남아있지 않고 석등의 부재가 올려져 있다. 전체 높이는 5.4m이다.
이 석탑은 튼튼한 기단부의 구성, 조층 탑신을 세로로 세워서 결구한 기법, 옥개석(지붕돌) 상면 네 귀퉁이의 우동마루를 도드라지게 한 기법이 옛 백제석탑의 건축적인 요소에서 비롯된 것이라는 점에서 가치가 있다. 조성연대는 고려 중반기(12~13세기)로 보고 있다.

## 참고 자료
- 해남대흥사만일암지오층석탑 - 국가유산청 국가유산포털